# 塞代亚克
塞代亚克（法語：Sédeilhac，法語發音：[sedɛjak]）是法国上加龙省的一个市镇，属于圣戈当区。

## 地理
塞代亚克（43°9'11"N, 0°33'22"E）面积6.16 平方千米，位于法国奧克西塔尼大區上加龙省，该省份为法国西南部内陆省份，西南端与西班牙接壤，自此顺时针与上比利牛斯省、热尔省、塔恩-加龙省、塔恩省、奥德省和阿列日省接壤。
与塞代亚克接壤的市镇（或旧市镇、城区）包括：弗朗克维耶勒、卢代、圣普朗卡尔、莱屈桑新城。

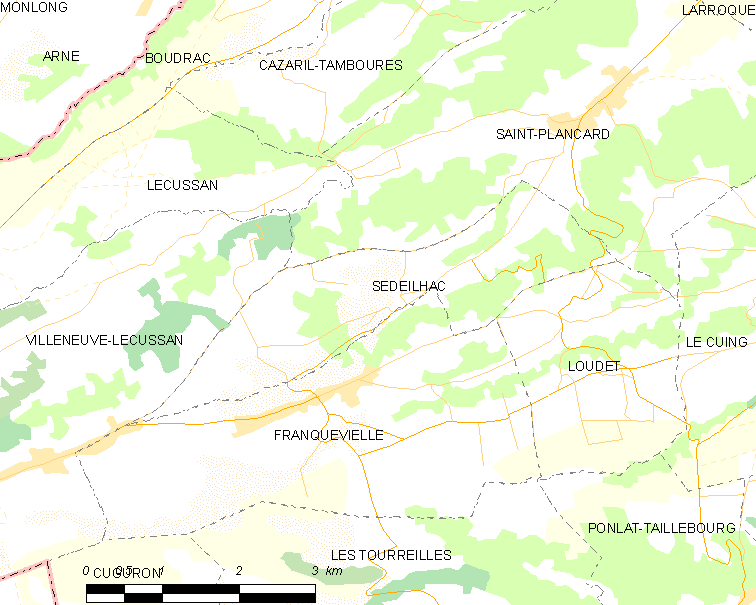
塞代亚克的OSM定位图

塞代亚克的时区为UTC+01:00、UTC+02:00（夏令时）。

## 行政
塞代亚克的邮政编码为31580，INSEE市镇编码为31539。

## 政治
塞代亚克所属的省级选区为圣戈当县。

## 人口

1962-2008年间塞代亚克人口变化图示

塞代亚克于2022年1月1日时的人口数量为65人。